# Hubert Loiselle
Pour les articles homonymes, voir Loiselle.
Hubert Loiselle (né Joseph Henri Marc Hubert Loiselle à Montréal, 2 février 1932 - Montréal, 16 novembre 2004) est un acteur québécois.

## Biographie
Hubert Loiselle est l'un des nombreux artistes québécois à avoir été formés chez Madame Audet (Yvonne Duckett). Adolescent, il monte sur scène avec les Compagnons de Saint-Laurent, puis fait un premier voyage de découvertes théâtrales en France.
Un des cofondateurs du Théâtre de la Marjolaine (avec Marjolaine Hébert, Louise Rémy et Yvon Dufour) au début des années 1960, Hubert Loiselle se produit dans la plupart des théâtres montréalais.
Tout en poursuivant sa carrière au théâtre, Hubert Loiselle joue dans plusieurs téléthéâtres à la télévision de Radio-Canada, dont L'Éternel mari de Dostoïevski, réalisé par Jean Faucher en 1987, où il donne la réplique à Jean-Louis Millette. Cette même année, il reprend sur la scène de la Compagnie Jean-Duceppe le rôle de George dans Des souris et des hommes de John Steinbeck, qui l'avait révélé à un large public lors de son interprétation mémorable à la télévision en 1971, au côté de Jacques Godin.
Il a participé à plusieurs feuilletons télévisés. Il était le frère de la comédienne Hélène Loiselle de quatre ans son aînée (1928-2013).

## Filmographie
- 1955 : Beau temps, mauvais temps (série télévisée) : Jean Pigeon
- 1959 : Joie de vivre (série télévisée) : André Labelle
- 1963 : Ti-Jean caribou (série télévisée)
- 1965 : De 9 à 5 (série télévisée) : Richard
- 1969 - Bilan (télé-théâtre)
- 1971 : Des souris et des hommes (TV) : George
- 1975 : Rue des Pignons (série télévisée) : L'abbé Louis Dorval
- 1976 : Parlez-nous d'amour
- 1977 : Le Pont (série télévisée) : Jules Boucher
- 1977 : Les As (série télévisée) : Christian Loiselle
- 1980 : Boogie-woogie 47 (série télévisée) : Narrateur
- 1980 : Au jour le jour (série télévisée) : Paul Gauthier
- 1982 : Une vie… (série télévisée) : Michel Bélanger
- 1983 : Empire Inc. (série télévisée) : Détective
- 1985 : Manon (série télévisée) : Fred La Porte
- 1986 : Bioéthique: une question de choix - À force de mourir
- 1987 : Laurier (feuilleton TV) : Knowies
- 1988 : The Moderns : Art Critic
- 1988 : Les Portes tournantes : Monsieur Beaumont
- 1990 : Les Filles de Caleb (série télévisée) : Notaire Arthur Germain
- 1996 : Remue-ménage : M. Rivard
- 1994 : Innocence (série télévisée) : Père Dion
- 1994 : Les Grands Procès (série télévisée) : Dr. Brochu
- 1998 : Le Cœur au poing : Le sans-abri
- 2005 : Saints-Martyrs-des-Damnés : Faustin